# Cornelius Drebbel
Cornelis Jacobszoon Drebbel (1572 Alkmaar – 7. listopadu 1633 Londýn) byl vynálezce, fyzik a alchymista. Většinu života strávil v Anglii. Byl tvůrcem prvního prakticky vyzkoušeného a funkčního podvodního člunu.

## Život
Cornelius Drebbel se po celý život zabýval především vývojem měřících a optických přístrojů, s nimiž se seznámil již při svém studiu na univerzitě v Haarlemu. Během svého života pobýval na dvoře anglického krále Jakuba I., ale v letech 1610 – 1612 také na pozvání Rudolfa II. v Praze. Po Rudolfově smrti se uchýlil zpět do Londýna, kde také 7. listopadu 1633 zemřel.
Jeho velikým úspěchem bylo sestavení mikroskopu se dvěma vypouklými čočkami v roce 1621, ačkoli dodnes se o jeho prvenství vedou spory. Vynalezl také první vyhřívanou kuřecí líheň s primitivním termostatem, udržujícím konstantní teplotu.